# Малавиль
Малави́ль (фр. Malaville) — коммуна во Франции, находится в регионе Пуату — Шаранта. Департамент — Шаранта. Входит в состав кантона Шатонёф-сюр-Шарант. Округ коммуны — Коньяк.
Код INSEE коммуны — 16204.
Коммуна расположена приблизительно в 410 км к юго-западу от Парижа, в 120 км южнее Пуатье, в 23 км к юго-западу от Ангулема.

## Население
Население коммуны на 2008 год составляло 417 человек.
| 1962 | 1968 | 1975 | 1982 | 1990 | 1999 | 2008 |
| ---- | ---- | ---- | ---- | ---- | ---- | ---- |
| 592  | 562  | 476  | 419  | 381  | 391  | 417  |

## Экономика
В 2007 году среди 255 человек в трудоспособном возрасте (15—64 лет) 203 были экономически активными, 52 — неактивными (показатель активности — 79,6 %, в 1999 году было 75,7 %). Из 203 активных работали 190 человек (102 мужчины и 88 женщин), безработных было 13 (2 мужчины и 11 женщин). Среди 52 неактивных 15 человек были учениками или студентами, 20 — пенсионерами, 17 были неактивными по другим причинам.

## Достопримечательности
- Приходская церковь Сен-Сатюрнен (XIII—XIV века). Исторический памятник с 1925 года[3]
  - Бронзовый колокол (1606 год). Диаметр — 75 см. Исторический памятник с 1944 года[4]
- Монументальный крест на площади (XIX век)

## Фотогалерея
- Церковь Сен-Сатюрнен
- Крест
- Общественная прачечная